# Cardi B
Belcalis Marlenis Almánzar (New York City, New York, 11. listopada 1992.), poznatija po umjetničkom imenu Cardi B, američka je reperica i glumica. Rođena je i odrasla u New Yorku, a internetsku je slavu stekla uradcima na mjestima kao što su Vine i Instagram. Od 2015. do 2017. redovito se pojavljivala u emisiji Love & Hip Hop: New York televizijskog programa VH1, u kojoj se prikazuje njezino bavljenje glazbom. Objavila je dva mixtapea – Gangsta Bitch Music, Vol. 1 (iz 2016.) i Vol. 2 (iz 2017.) – prije nego što je u veljači 2017. potpisala ugovor s Atlantic Recordsom.
Njezin se debitantski studijski album Invasion of Privacy (iz 2018.) pojavio na prvom mjestu glazbene ljestvice  Billboard 200; taj je album također oborio nekoliko rekorda vezanih uz broj slušatelja na internetu i dostigao je trostruku platinastu nakladu, a časopis Billboard prozvao ga je najboljim ženskim reperskim albumom 2010-ih. Dobio je pohvale kritičara i prisvojio joj nagradu Grammy za najbolji rap-album, čime je Cardi B postala jedina žena koja je osvojila tu nagradu kao samostalna glazbenica; također je jedina reperica koja je nakon petnaest godina nominirana za Grammy za album godine. S tog su uratka objavljena dva singla koja su se pojavila na prvom mjestu ljestvice Billboard Hot 100: "Bodak Yellow", koji je dostigao dijamantnu nakladu (čime je Cardi B postala jedina reperica čija je pjesma dobila to priznanje i druga reperica koja se pojavila na vrhu ljestvice kao samostalna glazbenica nakon Lauryn Hill 1998.), i "I Like It", zbog kojeg je postala prva reperica čijih se nekoliko pjesama pojavilo na prvom mjestu ljestvice. Njezina ju je suradnja s pop rock-sastavom Maroon 5, "Girls Like You", učinila jedinom repericom koja se triput pojavila na vrhu ljestvice Billboard Hot 100. Singlom "WAP" (na kojem gostuje Megan Thee Stallion) postala je jedina reperica čiji su se singlovi našli na vrhu ljestvice Billboard Hot 100 u dvama desetljećima. Singlom "Up" postala je jedina reperica čijih se nekoliko samostalnih singlova pojavilo na vrhu ljestvice Hot 100.
Časopis Forbes proglasio ju je jednom od najutjecajnijih reperica svih vremena. Poznata je po agresivnom ritmu i izravnim tekstovima, za koje je dobila pohvalu kritičara i veliku pozornost medija. Najuspješnija je reperica svih vremena na RIAA-inu popisu glazbenika po prodaji digitalnih singlova i nalazi se među deset najuspješnijih glazbenica. Također je reperica s najvećim brojem preslušanih pjesama na Spotifyu i prva je glazbenica koja se pojavila na prvom mjestu ljestvice Billboard Global 200. Dosad je osvojila jedan Grammy, osam Billboardovih glazbenih nagrada, pet Američkih glazbenih nagrada, jedanaest BET-ovih hip-hop-nagrada i dvije ASCAP-ove nagrade za kantautora godine te je oborila pet Guinnessovih svjetskih rekorda. Godine 2018. časopis Time uvrstio ju je na godišnji popis 100 najutjecajnijih ljudi na svijetu, a Billboard ju je 2020. proglasio ženom godine.

## Rani život
Belcalis Marlenis Almánzar rođena je 11. listopada 1992. u Washington Heightsu na Manhattanu. Kći je Dominikanca i majke s Trinidada i Tobaga, a odrasla je u četvrti Highbridge u South Bronxu. U to je doba mnogo vremena provela kod bake u Washington Heightsu; tvrdi da joj je ona prenijela "tako jak naglasak". Osmislila je umjetničko ime "Cardi B" na temelju imena Bacardi, marke ruma po kojoj je dobila nadimak. Izjavila je da se kao šesnaestogodišnjakinja pridružila bandi Bloods i da nikome ne bi preporučila učlanjivanje u bandu. Pohađala je strukovnu srednju školu Renaissance High School for Musical Theater & Technology koja je dio Herbert H. Lehman High Schoola.
U tinejdžerskoj je dobi radila u zalogajnici u Tribeci. Ondje je potom dobila otkaz i njezin joj je menadžer preporučio da se počne baviti striptizom u noćnom klubu preko puta. Izjavila je da je bavljenje striptizom pozitivno utjecalo na njezin život: "To me doista spasilo od raznih stvari. Kad sam postala striptizeta, vratila sam se u školu." Tvrdi da je postala striptizeta da bi prestala biti siromašna i žrtva nasilja – u to ju je vrijeme majka izbacila iz kuće, a partner ju je zlostavljao; komentirala je da je samo striptizom mogla zaraditi dovoljno novca kako bi izašla iz te situacije i nastavila se školovati. Studirala je na Borough of Manhattan Community Collegeu, a naknadno je odustala od studija. Dok se bavila striptizom, svojoj je majci govorila da zarađuje kao čuvateljica djece.
Godine 2013. počela je stjecati pozornost zbog svojih videozapisa koji su postali popularni na mrežnim mjestima kao što su Vine i Instagram.

## Karijera

### Početak karijere (2015. – 2016.)
Godine 2015. Cardi je dobila ulogu u televizijskoj emisiji Love & Hip Hop: New York programa VH1; prvi se put pojavila u šestoj sezoni. Internetsko mjesto Jezebel proglasilo ju je najuspješnijom zvijezdom šeste sezone te emisije. U šestoj i sedmoj sezoni prikazuje se njezin put do slave i buran odnos s njezinim zaručnikom u zatvoru. Nakon uloge u dvjema sezonama Cardi je 30. prosinca 2016. izjavila da napušta emisiju kako bi se posvetila glazbenoj karijeri.
U studenom 2015. prvi se put pojavila na glazbenoj snimci – remiksanoj inačici pjesme "Boom Boom" jamajačkog reggae fusion-pjevača Shaggyja; na toj se remiksanoj inačici pojavio i jamajački dancehall-pjevač Popcaan. Njezin prvi glazbeni spot snimljen je za pjesmu "Cheap Ass Wave", njezinu inačicu pjesme "Queen's Speech 4" britanske reperice Lady Leshurr, a objavljen je 15. prosinca 2015. Dana 7. ožujka 2016. objavila je svoj prvi mixtape, Gangsta Bitch Music, Vol. 1. U studenom 2016. pojavila se na digitalnoj naslovnici izdanja "Viva" časopisa Vibe. Dana 12. rujna 2016. diskografska kuća KSR Group objavila je kompilaciju Underestimated: The Album – suradnički glazbeni projekt na kojem su sudjelovali glazbenici koji su imali ugovor s tom kućom: Cardi B, HoodCelebrityy, SwiftOnDemand, Cashflow Harlem i Josh X.
Dana 9. prosinca 2015. pojavila se u razgovornoj emisiji Uncommon Sense with Charlamagne, a 6. travnja 2016. pojavila se u dvanaestoj epizodi serije Kocktails with Khloé Khloé Kardashian; u toj je emisiji otkrila kako je majci rekla da se bavila striptizom. U studenom 2016. najavljeno je da će se pridružiti glumačkoj postavi BET-ove serije Being Mary Jane. TVLine je njezin lik Mercedes opisao "lokalnom ljepoticom s velikim ekstenzijama za kosu, velikim sisama i velikom guzom – sve je to usklađeno s njezinom pretjeranom i prostačkom osobnošću."
Godine 2016. Cardi je sklopila sponzorski ugovor s Romantic Depotom, velikim njujorškim lancem trgovina donjeg rublja koji prodaje razne proizvode za wellness i seksualno zdravlje. Reklamna kampanja pojavljivala se na radiopostajama i kabelskoj televiziji.

### Proboj u glavnu struju s albumomInvasion of Privacy(2017. – 2018.)
Dana 20. siječnja 2017. objavila je drugi mixtape, Gangsta Bitch Music, Vol. 2. U veljači te godine udružila se s MAC Cosmeticsom i Gypsy Sportom Rija Uribea za modni događaj tijekom New York Fashion Weeka. Krajem tog mjeseca objavljeno je da je potpisala ugovor s Atlantic Recordsom, prvi ugovor s većim izdavačem. Dana 25. veljače 2017. njezin je nastup prethodio koncertu hip-hop-skupine The Lox, koja je krenula na turneju Filthy America... It's Beautiful s njujorškim repericama Lil' Kim i Remy Ma. U travnju te godine pojavila se u i-D-ovu videozapisu "A-Z of Music" koji je sponzorirao Marc Jacobs. U ožujku i travnju gostovala je u epizodama kviza za poznate Hip Hop Squares.
U svibnju 2017. najavljene su nominirane osobe za nagradu BET; Cardi B nominirana je za nagradu u kategorijama "Najbolji novi izvođač" i "Najbolja reperica". Iako su nagrade u tim kategorijama naposljetku poimence osvojili Chance the Rapper i Remy Ma, Cardi B nastupila je na afterpartyju BET Awardsa. Dana 11. lipnja 2017., tijekom godišnjeg glazbenog festivala Summer Jam, Remy Ma na pozornicu je pozvala Cardi B, The Lady of Rage, MC Lyte, Young M.A, Monie Love, Lil' Kim i Queen Latifah da bi s njima u počast repericama izvela pjesmu "U.N.I.T.Y" Queen Latifah o osnaživanju žena. U lipnju 2017. objavljeno je da će se Cardi B pojaviti na naslovnici ljetnog izdanja časopisa The Fader za srpanj i kolovoz 2017. Dana 19. kolovoza održala je koncert u zgradi MoMA PS1 za 4000 slušatelja.
Atlantic Records na digitalnim je platformama 16. lipnja 2017. objavio njezin debitantski singl, "Bodak Yellow". Tu je pjesmu potom izvela u emisijama The Wendy Williams Show i Jimmy Kimmel Live! "Bodak Yellow" nekoliko se mjeseci nalazila na glazbenim ljestvicama, a 25. rujna 2017. došla je i do prvog mjesta ljestvice Billboard Hot 100, pa je tako Cardi B postala prva reperica kojoj je to pošlo za rukom samostalnim singlom nakon Lauryn Hill, čiji se singl "Doo Wop (That Thing)" pojavio na vrhu te ljestvice 1998. Pjesma je na vrhu ostala tri tjedna zaredom, zbog čega je Cardi B (uz američku pop-pjevačicu Taylor Swift i njezin singl "Look What You Made Me Do") te godine postala žena čiji je singl najdulje ostao na prvom mjestu. Postala je i prva osoba dominikanskog podrijetla koja se pojavila na prvom mjestu te ljestvice od 1958., kad je nastala. Urednica The New York Timesa tu je pjesmu nazvala "rap-himnom ljeta". Glazbeni kritičari The Washington Posta i Pitchforka imenovali su je najboljom pjesmom 2017., a naposljetku je dostigla deveterostruku platinastu nakladu. Također je bila nominirana za nagradu Grammy u kategorijama "Najbolja rap-izvedba" i "Najbolja rap-pjesma" na 60. dodjeli tih nagrada. Iste je godine osvojila BET-ovu nagradu za singl godine.
Zbog svojih je suradnji na pjesmama "No Limit" i "MotorSport" postala prva reperica čija su se prva tri singla pojavila u prvih deset mjesta na ljestvici Hot 100 i prva glazbenica kojoj je to pošlo za rukom na ljestvici Hot R&B/Hip-Hop Songs. U listopadu 2017. bila je glavna izvođačica na Powerhouseu, godišnjem koncertu radiopostaje Power 105.1 u Barclays Centeru u Brooklynu; uz nju su ondje nastupili the Weeknd, Migos i Lil Uzi Vert. U prosincu te godine objavljene su dvije pjesme: "La Modelo" portorikanskog pjevača Ozune, na kojem je Cardi B gostovala, i "Bartier Cardi", drugi singl s njezina debitantskog albuma.
Dana 3. siječnja 2018. pojavila se na remiksanoj inačici pjesme "Finesse" Bruna Marsa i popratnom glazbenom spotu. Ta je pjesma zauzela treće mjesto na ljestvici Hot 100 te na ljestvicama u Kanadi i na Novom Zelandu. Dana 18. siječnja 2018. postala je prva žena čijih se pet singlova istovremeno nalazilo u prvih deset mjesta na Billboardovoj ljestvici Hot R&B/Hip-Hop Songs. Singl "Be Careful" objavila je 30. ožujka 2018., tjedan dana prije objave njezina prvog albuma
Njezin debitantski studijski album, Invasion of Privacy, objavljen je 6. travnja 2018. i dobio je pohvale kritičara. Recenzenti Varietyja i The New York Timesa poimence su ga prozvali "jednim od najupečatljivijih debitantskih uradaka ovog tisućljeća" i "albumom hip-hopa koji nimalo ne zvuči poput svojih suvremenika". Pojavio se na prvom mjestu ljestvice u SAD-u, zbog čega je Cardi B postala prva glazbenica čijih se 13 uradaka istovremeno nalazilo na ljestvici Billboard Hot 100. Također je postao najuspješniji album bilo koje glazbenice na Apple Musicu po broju slušanja u tjedan dana, a i taj je tjedan općenito brojem zatraženih slušanja na digitalnim platformama postao najuspješniji za bilo koju glazbenicu. Potonji je rekord Cardi držala do 2019., kad ga je oborio album Thank U, Next Ariane Grande. Cardi je izjavila kako naziv albuma odražava njezin osjećaj da se na različite načine narušava njezina privatnost otkad je postala popularna. Tijekom izvedbe u emisiji Saturday Night Live Cardi B službeno je izjavila da je trudna. Također je privremeno bila jedna od voditeljica emisije The Tonight Show Starring Jimmy Fallon.
Nekoliko se mjeseci poslije, u srpnju 2018., četvrti singl s albuma "I Like It", na kojem gostuju Bad Bunny i J Balvin, pojavio na prvom mjestu ljestvice Hot 100; to je njezina druga pjesma koja je zauzela to mjesto na ljestvici i time je postala prva reperica čijih se nekoliko pjesama pojavilo na vrhu te ljestvice. Dobila je pohvale kritičara; Rolling Stone nazvao ju je "najboljom ljetnom pjesmom svih vremena" 2020. Pjesma "Girls Like You", na kojoj je surađivala sa skupinom Maroon 5, također se pojavila na prvom mjestu ljestvice Hot 100, čime je postavila novi rekord za reperice i postala šesta glazbenica čija su se tri singla pojavila na prvom mjestu tijekom 2010-ih. Glazbeni spot za pjesmu pregledan je više od 2,7 milijardi puta na YouTubeu, a sama je pjesma diljem svijeta postala peta tržišno najuspješnija pjesma godine. Budući da je "Girls Like You" preuzela prvo mjesto od pjesme "I Like It" na Billboardovoj ljestvici Radio Songs, Cardi B postala je prva reperica čija je pjesma preuzela prvo mjesto od njezine prijašnje pjesme na toj ljestvici. Taj je singl proveo sedam tjedana na vrhu ljestvice Hot 100, zbog čega je Cardi postala reperica s najviše tjedana provedenih na vrhu te ljestvice općenito – jedanaest tjedana. Taj je singl također proveo ukupno trideset i tri tjedna u prvih deset mjesta te je s pjesmama "Shape of You" Eda Sheerana i "Sunflower" Posta Malonea i Swaeja Leeja označio tada najduži ostanak u prvih deset mjesta u povijesti te ljestvice. U listopadu 2018. Invasion of Privacy dostigao je dvostruku platinastu nakladu, a iduće je godine dostigao trostruku. Cardi B postala je prva glazbenica čije su sve pjesme s albuma dostigle zlatnu ili višu nakladu u SAD-u.
Cardi B dobila je najviše nominacija na dodjeli nagrada MTV Video Music Awards 2018. – njih dvanaest; među njima bila je nominacija za nagradu u kategoriji "Video godine". Na toj je dodjeli osvojila tri nagrade. S Drakeom je dobila najviše nominacija na dodjeli Američkih glazbenih nagrada 2018. Osvojila je njih tri i nastupila na dodjeli. Singlom "Money" osvojila je četvrtu MTV-jevu nagradu. Njezin singl "Taki Taki" s DJ-em Snakeom pojavio se na vrhu ljestvica u nekoliko latinoameričkih država, a Cardi B postala je prva reperica koja se pojavila na vrhu Spotifyeve ljestvice Global 50. Spot za "Taki Taki" pregledan je više od 2,1 milijardu puta na YouTubeu. I "Money" i "Taki Taki" dostigli su višestruku platinastu nakladu u SAD-u. People en Español nazvao ju je Zvijezdom godine, a Entertainment Weekly "fenomenom pop-kulture" nakon što ju je naveo u popisu "zabavljača godine 2018.".
Dana 30. studenoga 2018. Cardi B javno je odana počast na Ebonyjevoj godišnjoj svečanosti Power 100 Gala. Pojavila se na petom mjestu Billboardove ljestvice Year-End za najbolje glazbenike 2018., a Invasion of Privacy pojavio se na šestom mjestu. Postavila je rekord za najslušaniji album godine bilo koje glazbenice diljem svijeta na Apple Musicu, a u SAD-u je postala najslušanija glazbenica godine na Spotifyu. Urednici Apple Musica i Billboarda proglasili su "I Like It" najboljom pjesmom 2018., a Time i Rolling Stone proglasili su Invasion of Privacy najboljim albumom godine. Iste je godine Time uvrstio Cardi B na svoj godišnji popis 100 najutjecajnih ljudi na svijetu. U članku za kraj desetljeća NME je izjavio da je "postala nova kraljica rapa."

### Hustlers,Rhythm + Flowi nadolazeći drugi studijski album (2019. – danas)
Cardi B nominirana je za pet nagrada na 61. dodjeli nagrada Grammy, među kojima su nagrade za album godine, najbolji rap-album i snimku godine ("I Like It"). Postala je treća reperica nominirana u kategoriji za album godine nakon Lauryn Hill (1999.) i Missy Elliott (2004.). Dana 10. veljače 2019. nastupila je na dodjeli nagrada i postala prva reperica koja je osvojila nagradu za najbolji rap-album kao samostalna glazbenica. Također je glazbenica s najviše nominacija na dodjeli Billboardovih glazbenih nagrada 2019. – njih 21, što je najveći broj nominacija u jednoj godini za bilo koju glazbenicu i treći najveći broj nominacija u godini općenito (Drake i The Chainsmokers u jednoj su godini nominirani u 22 kategorije). Ondje je osvojila šest nagrada, među kojima je i nagrada za prvu pjesmu na Hot 100, zbog čega je u karijeri dotad osvojila sedam nagrada – najveći broj nagrada za bilo koju repericu u povijesti. U članku Omaha World-Heralda prozvana je "najvećom repericom na svijetu."
Dana 15. veljače 2019. objavila je "Please Me", pjesmu na kojoj je surađivala s Brunom Marsom; postala je njezina sedma pjesma koja se pojavila u prvih deset mjesta ljestvice Hot 100 – zauzela je treće mjesto. To je njezina druga suradnja s Marsom nakon pjesme "Finesse" iz 2018. Službeni glazbeni spot za pjesmu objavljen je dva tjedna poslije. Koncert Cardi B 1. ožujka postavio je novi rekord za broj slušatelja u publici na Houston Livestock Show and Rodeou – njih 75 580. Uz pomoć pjesama "Backin' It Up", "Twerk" i "Money" Cardi je postala prva glazbenica čije su se pjesme pojavile u prvih tri mjesta na Billboardovoj ljestvici Mainstream R&B/Hip-Hop. Njezin je popratni singl "Press" objavljen 31. svibnja 2019. Glazbeni spot za tu pjesmu prvi je spot na kojem je radila kao jedna od redateljica, a objavljen je 26. lipnja 2019. Ta je pjesma prvi put uživo izvedena na dodjeli BET-ovih nagrada 2019., na kojima je osvojila nagradu za album godine. U ljeto 2019. otišla je na turneju po arenama.
U prvoj je filmskoj ulozi glumila u Prevaranticama s Wall Streeta; film je režirala Lorene Scafaria, a u njemu glume i Jennifer Lopez, Constance Wu i Lili Reinhart. Film je premijerno prikazan 13. rujna 2019. i dobio je pohvale kritičara. Potvrđeno je da su Cardi B, Chance the Rapper i T.I. suci u Netflixovoj seriji Rhythm + Flow, desetodijelnoj emisiji o potrazi za talentiranim glazbenicima hip-hopa čija je prva epizoda premijerno prikazana 9. listopada 2019.; jedna je od izvršnih producentica te emisije. U rujnu 2019. Cardi B postala je najuspješnija reperica svih vremena na RIAA-inu popisu najuspješnijih izvođača po prodaji digitalnih singlova – njezini su glazbeni uradci prodani u ukupno 31,5 milijuna primjeraka, zbog čega je postala i deveta najuspješnija glazbenica općenito. Forbes ju je prozvao jednom od najutjecajnijih reperica svih vremena. U prosincu 2019. otišla je na prvu afričku turneju – nastupila je u Nigeriji i Gani. Pjesma "Clout" na kojoj je surađivala s Offsetom nominirana je za nagradu Grammy u kategoriji najbolje rap-izvedbe. Najslušanija je reperica 2019. na digitalnim platformama u SAD-u. Consequence of Sound nazvao ju je "jednom od najimpresivnijih izvođača hip-hopa desetljeća." U ožujku 2020. snimila je videozapis u kojem je govorila o pandemiji koronavirusa. DJ iMarkkeyz, DJ iz Brooklyna poznat po pretvaranju memova i medijskih datoteka s interneta u pjesme, snimio je pjesmu o njezinoj reakciji pod imenom "Coronavirus"; ta je pjesma postala internetski mem i objavljena je na glazbenim platformama. Netflix je izjavio da će se serija Rhythm + Flow ponovno vratiti 2021.
Dana 7. kolovoza 2020. Cardi B objavila je pjesmu "WAP" na kojem gostuje američka reperica Megan Thee Stallion kao glavni singl s njezina drugog studijskog albuma. Pjesma je dobila pozitivne kritike i pohvale za pozitivan odnos prema seksualnim odnosima. Glazbeni spot, koji je režirao Colin Tilley, srušio je rekord za videozapis s najviše pregleda u kojem nastupaju samo žene u prva 24 sata na YouTubeu. Poslije objave tog singla postala je jedina reperica koja se više puta pojavila na vrhu ljestvice Global Spotify. "WAP" se pojavio na prvom mjestu ljestvice Billboard Hot 100 i postao četvrti singl Cardi B koji se pojavio na tom mjestu u SAD-u; Cardi B tako je postala prva reperica čije su se pjesme pojavile na prvom mjestu ljestvice Hot 100 u dvjema desetljećima (tijekom 2010-ih i 2020-ih). Na internetskim je platformama preslušan 93 milijuna puta, zbog čega je postala najslušanija pjesma u prvom tjednu objave i srušila dotadašnji rekord koji je držala Ariana Grande pjesmom "7 Rings". Proveo je četiri tjedna na vrhu Hot 100. Također je nekoliko tjedana proveo na prvom mjestu u sedam drugih država, među kojima su Ujedinjeno Kraljevstvo i Australija. Neil Shah iz The Wall Street Journala pjesmu je nazvao "velikim događajem za reperice" i "povijesni znak da glazbenice ostavljaju svoj trag u hip-hopu kao nikad prije". "WAP" je postao prvi singl koji se pojavio na prvom mjestu nove ljestvice Billboard Global 200. Prema kompilaciji ocjena koju je objavio BBC, razni su recenzenti tu pjesmu proglasili najboljom pjesmom godine a časopisi poput Pitchforka i Rolling Stonea postavili su je na prvo mjesto popisa najboljih pjesama te godine. Cardi B treći je put osvojila Billboardovu glazbenu nagradu za najboljeg rap-izvođača na dodjeli nagrada 2020. U prosincu 2020. Cardi B postala je prva reperica koja je prozvana ženom godine na dodjeli Billboardovih nagrada "Women in Music". Budući da je osvojila nagradu za "WAP" na dodjeli Američkih glazbenih nagrada, postala je prva glazbenica koja je više puta osvojila nagradu za omiljenu rap/hip-hop-pjesmu (prethodno je osvojila tu nagradu 2018. za pjesmu "Bodak Yellow").
Dana 5. veljače 2021. objavila je "Up", drugi singl s drugog studijskog albuma. Uz singl je objavljen i popratni glazbeni spot. Časopis NME pohvalio je tekst pjesme i novi stil kao nasljednice "WAP"-a. "Up" se pojavio na drugom mjestu ljestvice Billboard Hot 100; to je najviše mjesto koje je u prvom tjednu zauzela samostalna pjesma bilo koje reperice od pjesme "Doo Wop (That Thing)" Lauryn Hill 1998. Ta je pjesma debitirala i na prvom mjestu Rolling Stoneove ljestvice Top 100, te je tako postao drugi singl Cardi B koji se pojavio na prvom mjestu i drugi singl koji se u prvom tjednu pojavio na prvom mjestu; također je prva pjesma bilo koje reperice čija se samostalna pjesma pojavila na prvom mjestu. Cardi B postala je prva glazbenica i prvi glavni izvođač s nekoliko singlova koji su se pojavili na prvom mjestu ljestvice Hot R&B/Hip-Hop Songs u prvom tjednu objave i drugi izvođač koji je to postigao nakon Drakea 2016. "Up" se pojavio na prvom mjestu ljestvice Billboard Hot 100 nakon njezina nastupa na dodjeli nagrada Grammy, zbog čega je Cardi B jedina reperica koja je više puta dosegla prvo mjesto te ljestvice samostalnim pjesmama.
U posljednji je trenutak gostovala na pjesmi "Big Paper" s albuma Khaled Khaled DJ-a Khaleda objavljenog 30. travnja 2021. Cardi je dobila dvije nominacije za BET-ovu nagradu u kategoriji "Video godine" – za spotove pjesama "Up" i "WAP"; osvojila je nagradu za potonju pjesmu i postala prva reperica koja je kao glavni izvođač osvojila tu nagradu. Tijekom izvedbe pjesme "Type Shit" na dodjeli BET-ovih nagrada 2021. izjavila je da je ponovno trudna. Također se pojavila u filmu Brzi i žestoki 9, koji je premijerno prikazan 25. lipnja 2021. Dana 16. srpnja 2021. gostovala je na singlu "Wild Side" glazbenice Normani.

## Umjetnički stil

### Utjecaji
U Billboardovu serijalu "You Should Know" Cardi B izjavila je da je u životu prvo kupila albume Missy Elliott i Tweet. Kao osobne utjecaje navela je portorikansku repericu Ivy Queen, jamajačku dancehall-glazbenicu Spice, Lady Gagu, Lil' Kim, Madonnu, i Selenu Quintanillu. Izjavila je i da je žanr čikaškog drilla iznimno utjecao na nju. Upitana o prvom glazbenom stilu kojim se htjela baviti, Cardi B izjavila je: 
 Također je izjavila da su život u South Bronxu i stvarna iskustva utjecali na njezine pjesme; "Ne bih mogla repati o svim pjesmama o kojima sad repam [da ondje nisam odrasla]."

### Glazbeni stil
Njezin je prvi studijski album Invasion of Privacy uglavnom album hip-hopa, a sadrži i elemente trapa, latino-glazbe i R&B-ja. Consequence of Sound izjavio je da je njezin ritmički stil "akrobatski i spretan". AllMusicov urednik Neil Z. Yeung nazvao ju je "grubom i agresivnom repericom". Stereogum je izjavio da njezin glas utjelovljuje "pravo njujorško blejanje, nešto što biste čuli kad bi vam netko rekao da ste glupi jer predugo provlačite svoj MetroCard." Dodali su i da je njezin glas "besramno glasno i seksualno njujorško gakanje koje poručuje 'jebi se' – to se odlično odražava u rapu". U Complexovu članku o njoj iz 2017. urednik je napisao: "[riječ] 'bezobzirna' ne može ni dijelom opisati potpunu grubost i kardipstvo kojim odiše osobnost Cardi B. Ona je cura iz kvarta koja se ne boji ponašati u skladu s tim bez obzira na to gdje se nalazi. Cardi B je Cardi B 24 sata dnevno, sedam dana u tjednu, 365 dana u godini – zato se sviđa ljudima, zato se ta ista energija odražava u njezinoj glazbi." Njezin je ritmički stil nazvan agresivnim. Njezin je naglasak njujorško-dominikanski.
Cardi B branila je svoje pjesme koje sadrže tekstove seksualne tematike, što je slučaj i s većinom suvremenih reperica; izjavila je da joj se čini "da to ljudi žele čuti" jer je više negativnih komentara dobila nakon objave osjećajnije pjesme "Be Careful". Komentirala je: "[Drill] je vrsta glazbe kojom sam se oduvijek željela baviti: volim repati o ulicama i volim repati o svojoj pički. Boli me kurac." Izjavila je da se tijekom pisanja i izvođenja pjesama koje govore o njezinu privatnom životu i vezama u početku osjećala "čudno i neugodno" te sramežljivo.

## Ostali poduhvati
U veljači 2017. udružila se s M.A.C-om i Gypsy Sportom Rija Uribea za modni događaj tijekom New York Fashion Weeka. U intervjuu s HotNewHipHopom u travnju 2017. govorila je o tome da su je modni dizajneri nekoliko puta odbili. U travnju te godine pojavila se u videozapisu "A-Z of Music" časopisa i-D, a potom se pojavila na naslovnici posebnog ljetnog izdanja časopisa The Fader za srpanj i kolovoz 2017. Tom Ford dizajnirao je ruž za usne nadahnut Cardi B koji je nazvao po njoj; objavljen je u rujnu 2018., a rasprodan je u 24 sata. U studenome se udružila s Reebokom i reklamirala njegove tenisice Aztrek. Istog je mjeseca s Fashion Novom objavila kolekciju odjeće.
Godine 2019. pojavila se u dvjema televizijskim reklamama za Pepsi prikazanim tijekom Super Bowla i dodjele nagrada Grammy. U to se vrijeme pridružila i drugim izvođačima hip-hopa (među kojima je bio i njezin suprug Offset, član skupine Migos) te s njima objavila nove inačice grickalica Rap Snacks: dvije vrste čipseva i dvije vrste kokica. Vrećice tih grickalica dizajnirao je Jai Manselle i nadahnute su naslovnicom albuma Invasion of Privacy. U suradnji s Reebokom objavila je kolekciju obuće i odjeće nadahnutu vlastitim stilom odijevanja kojim je odala počast "klasičnom dizajnu iz osamdesetih".
U prosincu 2020. na Facebook Messengeru premijerno je prikazala seriju Cardi Tries; jedna je od njezinih izvršnih producenata.

## Slika u javnosti
Cardi B je feministica. The New York Times napisao je: "U [emisiji] Love & Hip Hop: New York neki su je gledatelji vidjeli kao heroinu ženskog osnaživanja zbog njezinih izjava poput 'Čim sam se počela služiti muškarcima, postala sam prilično zadovoljna sobom. Osjećam se tako snažno.'"

### Političke izjave
U časopisu GQ opisana je kao "besramno, izravno politična" i često se služi društvenim mrežama da bi zastupala ciljeve poput kontrole oružja. Tijekom američkih predsjedničkih izbora 2016. svoje je obožavatelje upozorila na politiku useljavanja Donalda Trumpa i zatražila ih je da glasaju za senatora Bernieja Sandersa. Na dodjeli nagrada Grammy 2018. pojavila se u videozapisu s Hillary Clinton u kojem je naglas čitala dijelove knjige Fire and Fury Michaela Wolffa o Trumpovoj administraciji i potom je komentirala: "Zašto uopće čitam ovo sranje? Ne mogu vjerovati. Ne mogu vjerovati – zar on zbilja ovako živi?" Početkom te godine na društvenim je mrežama zagovarala transparentnost porezne politike, tražila detaljne informacije o tome kako se troši njezin novac u saveznoj državi New York i kritizirala je način na koji ta savezna država održava ulice, zatvore i javni prijevoz. Još je jednom podržala Sandersa tijekom njegove druge kandidature za predsjednika 2020., a pritom je pohvalila i američkog predstavnika Tima Ryana. Izjavila je da između ostalog podržava Sandersa zbog njegove dugogodišnje podrške neprivilegiranim manjinama i zalaganja da bi "ljudi trebali dobiti Medicare jer zna da si to ne mogu priuštiti"; političke novine Politico izjavile su da bi Cardi "mogla biti jedna od najsnažnijih Berniejevih saveznika 2020.". Na društvenim je mrežama također informirala javnost o žrtvama policijskog nasilja i zatražila svoje obožavatelje da na lokalnim izborima glasaju za gradonačelnike, suce i javne tužitelje. S kandidatom Demokratske stranke, Joeom Bidenom, u časopisu Elle raspravljali su o Medicareu, besplatnom školovanju na fakultetu i rasnoj jednakosti.
Pohvalila je predsjednika Franklina D. Roosevelta zbog njegove podrške planu socijalnog osiguranja i projekta New Deal. O njemu je izjavila: "[P]omogao nam je prebroditi Veliku depresiju dok je bio u kolicima. Taj je čovjek patio od dječje paralize dok je bio predsjednik, a ipak se zanimao samo za to kako učiniti Ameriku sjajnom zemljom – kako zbilja ponovno učiniti Ameriku sjajnom. On je pravi nositelj slogana 'Make America Great Again' – bez njega starije osobe ne bi dobile socijalno osiguranje." Sam ju je Sanders pohvalio zbog njezine "glavne uloge" u osvještavanju glasača o socijalnom osiguranju.

### Moda
Cardi je poznata po ljubavi prema štiklama Christiana Louboutina, što je glavna tematika u njezinoj pjesmi "Bodak Yellow". Također je izjavila da joj se sviđaju jeftine marke brze mode: "Nije me briga košta li 20 ili 15 dolara. Ako mi dobro stoji, dobro mi stoji." U studenome 2018. objavila je kolekciju odjeće s Fashion Novom. Na dodjeli nagrada Grammy 2018. nosila je staromodnu odjeću Thierryja Muglera. U članku časopisa Vogue piše da je "poznata po ključnoj odjeći – bez obzira na to nosi li starinski Muglerov dizajn na crvenom tepihu ili do zuba odjevena u Chanel dok gleda košarkašku utakmicu." Postala je poznata i po velikim manikiranim noktima optočenim Swarovskijevim kristalima koje joj uređuje Jenny Bui.
Godine 2018. postala je prva reperica u SAD-u koja se pojavila na naslovnici časopisa Vogue. Za naslovnicu ju je fotografirala Annie Leibovitz. Na toj naslovnici, jednog od njih četiri pripremljenih za siječanjsko izdanje 2019., Cardi nosi crveno-bijelu haljinu Michaela Korsa i crvene cipele Jimmyja Chooa dok u rukama drži kćer Kulture.
Godine 2019. Council of Fashion Designers of America uvrstio ju je na popis "28 crnih sila u modi".
Cardi B pojavila se u Balenciaginoj reklamnoj kampanji za zimu 2020. U sklopu te kampanje izrađeni su reklamni plakati koji su se nalazili na nekoliko lokacija diljem svijeta, među kojima je i muzej Louvre. Brooke Bobb iz časopisa Vogue komentirala je: "Ovo je prva kampanja Cardi [B] za luksuznu modnu kuću premda joj pariška stilska scena nije strana"; spomenula je i odjeću s cvjetnim uzorkom Richarda Quinna "u kojoj je doslovno bila prekrivena od glave do pete" i izjavila da je "stalno u prvom redu" na revijama visoke mode. Dodala je: "Ona i njezin stilist Kollin Carter veoma su uspješno otvorili mjesto za Cardi u modnoj industriji te su osmislili vlastiti stil koji je posve njezin, a nadahnjuje sve oko nje."
Godine 2020. postala je prva reperica koja je osvojila nagradu Footwear Newsa kad je osvojila priznanje za osobu utjecajnu na stil godine, koje joj je predao Christian Louboutin. U priopćenju za tisak za dodjelu nagrada prozvana je "utjecajnom osobom na svakoj razini pop-kulture – od glazbe, mode i stila do društvenih mreža, politike pa čak i javne službe".

## Utjecaj
Više ju je publikacija, među kojima su Billboard, The Hollywood Reporter i Entertainment Weekly, od objave albuma Invasion of Privacy proglasilo "vladajućom kraljicom hip-hopa". Uredništvo časopisa Spin odalo joj je priznanje za "otvaranje prostora novoj generaciji pop-izvođača koji američku glazbu oblikuju u skladu sa svojim izgledom i naglascima" i dodalo je da je "shvatila da glazbenici koji nisu bijelci više nikome ne moraju povlađivati ili glumiti pretjeranu nježnost kako bi postali priznati izvođači." Billboardovo uredništvo izjavilo je da je uz tržišni uspjeh pjesme "Bodak Yellow" "ostavila neizbrisiv trag na ljeto 2017., ne samo zato što je ponovno ispisala povijest nego i zato što je siromašnijim ljudima dala nadu...". U nekoliko se časopisa "I Like It", prva Latin trap-pjesma koja se pojavila na prvom mjestu ljestvice Hot 100, navodi kao pjesma koja je široj publici predstavila taj žanr. Carl Lamarre iz Billboarda izjavio je da su uspjesi pjesme "WAP" "pametan trojanski konj koji predstavlja brojne načine na koje Cardi utječe na kulturu svakim svojim pokretom".
Godine 2020. Neil Shah iz The Wall Street Journala izjavio je da je njezin proboj u glavnu struju i uspjeh utjecao na "današnju renesansu ženskog rapa", a uredništvo internetske stranice Genius pripisalo joj je "pomoć u pokretanju novog vala promidžbe reperica i njihovim naknadnim potpisivanjem ugovora za diskografske kuće". NPR Music komentirao je da je "renesansa" dinamičnosti žena u rapu porasla "i veličinom i entuzijazmom" od Cardijinih "prvih povijesnih koraka" 2017. U knjizi Clover Hope The Motherlode (iz 2021.) piše da je Invasion of Privacy "započeo novo doba za reperice kojima je uspjeh sad bio više nadohvat ruci" jer je Cardi B "povećala broj darovitih žena i uskrisila ideju da bi žene vlasnice vlastitih priča mogle odmah vladati rapom." The New Yorker izjavio je da je "promijenila žanr u kojem je nekoć rijetko moglo pronaći više od jedne ženske superzvijezde." Uproxx je komentirao da Cardi B podržava nove reperice na sceni; "odlučila se poslužiti svojom popularnošću kako bi omogućila drugim ženama da procvjetaju u hip-hopu i to čini više od bilo koga od zlatnog doba i 'Ladies First'", smatrajući taj čin "odmakom od tradicije; činilo se da se jedno cijelo desetljeće prije Cardijina vrtoglava uspona hip-hop ravnao po nepisanom pravilu o ženama koje podsjeća na film Highlander." Variety ju je proglasio "ikonom hip-hopa".
NPR je definirao "efekt Cardi B" kao "moć upravljanja robnim markama ukorijenjena u posebnoj autentičnosti koju je stvorila i proširila reperica Cardi B" i istaknuo da su njezinim probojem u glavnu struju "marke konačno počele biti popularne zbog njezina utjecaja, a počele su primjećivati i pokazatelje kulture izvan svijeta rapa koji su dokazali da nije ograničen samo na klubove, koncerte i radio." Poslovni časopis Inc. izjavio je da njezin uspjeh "pokazuje da su društvene mreže korjenito promijenile tradicionalni marketing i medije" te da se ne oslanja na "dobro osmišljen marketinški plan odnosno milijune dolara potrošenih na reklamu." U člancima časopisa kao što su Vogue i The Daily Telegraph navodi se kao "modna ikona našeg doba". Godine 2019. u Brooklyn Museumu izložen je njezin kip u prirodnoj veličini u sklopu Spotifyeva "panteona" RapCaviara. Bloomberg je izvijestio da je njezin račun za potrošnju podataka 2019. utjecao na porast BDP-a u Gani nakon što se ondje održala koncertna turneja. Nadahnula je humorističnu seriju Partners in Rhyme o mladoj ženi u srednjoj školi koja "želi biti iduća Cardi B". MC Lyte izvršna je producentica te serije. Katori Hall, autorica i izvršna producentica televizijske serije P-Valley, izjavila je da je Cardi B nadahnula njezinu seriju i "pomogla pripremiti gledatelje" za njezin scenarij. Kantautorice Rosalía, Olivia Rodrigo, Jazmine Sullivan i Nathy Peluso izjavile su da je Cardi B jedan od njihovih uzora. Također joj je pripisana podrška repericama u glazbenoj industriji i njihovo ujedinjavanje, a jedan od Uproxxovih urednika izjavio je da je potporom žena u hip-hopu dovela do "novog Drakeova efekta".

## Postignuća
Cardi B osvojila je brojna priznanja i srušila je nekoliko rekorda; među njima su nagrada Grammy, osam Billboardovih glazbenih nagrada, pet rekorda koji su ušli u Guinnessovu knjigu rekorda, pet Američkih glazbenih nagrada, četiri nagrade MTV Video Music Awards, šest BET-ovih nagrada i jedanaest BET-ovih nagrada hip-hopa. Time ju je 2018. uvrstio na godišnji popis 100 najutjecajnijih ljudi na svijetu. Osvojila je ASCAP-ovu nagradu za kantautoricu godine 2019. i time postala prva reperica kojoj je uručena takva nagrada. Istu je nagradu drugi put dobila 2020., čime je postala prva žena koja je dvaput osvojila tu nagradu. Godine 2020. postala je prva reperica proglašena za ženu godine na dodjeli Billboardovih nagrada "Women in Music".
Američka je reperica s najviše singlova na prvom mjestu ljestvice Billboard Hot 100 (5) i koja je najviše tjedana provela na prvom mjestu (16). Pjesmom "Bodak Yellow" postala je jedina reperica čija je reperica dostigla dijamantnu nakladu. "I Like It" prva je pjesma bilo koje reperice koja je na Spotifyu preslušana više od milijardu puta, nakon čega je Cardi B postala prva reperica čijih je nekoliko pjesama preslušano više milijardi puta (dosad tri). Zbog pjesama "Taki Taki" i "WAP" postala je jedina reperica koja se više puta pojavila na vrhu Spotifyeve globalne ljestvice. Od kolovoza 2020. "WAP" drži rekord za najveći broj slušatelja u prvom tjednu objave u SAD-u. Prema ljestvici Billboard 200 za kraj desetljeća Invasion of Privacy komercijalno je najuspješniji album bilo koje reperice objavljen 2010-ih. Na toj se ljestvici zadržao dulje od albuma bilo koje druge reperice i najslušaniji je album bilo koje reperice na Spotifyu. Taj je uradak, zbog kojeg je postala prva reperica koja je kao samostalna glazbenica osvojila nagradu Grammy za najbolji rap-album, postao prvi album bilo koje reperice nakon petnaest godina nominiran za nagradu Grammy za album godine. Uredništvo Billboarda i Rolling Stonea poimence su njezin debitantski album stavili na 13. i 34. mjesto popisa najboljih albuma 2010-ih, što su ujedno i najviša mjesta koja je zauzeo album bilo koje reperice objavljen tog desetljeća. U SAD-u je triput osvojila priznanje za najuspješniju žensku pjesmu i postala jedina izvođačica kojoj je to uspjelo u 21. stoljeću; priznanje je dobila 2017., 2018. i 2020.

## Privatni život
Katolkinja je.
Njezina mlađa sestra, Hennessy Carolina, također ima poveći broj pratitelja na društvenim mrežama i s njom je nekoliko puta otišla na dodjelu nagrada.

U intervjuu održanom 2018. govorila je o svojem crnačkom latinoameričkom i karipskom podrijetlu:
Živi u Edgewateru u New Jerseyju, gdje je unajmila stan koji plaća 3000 dolara mjesečno; tvrdi da bi plaćala dvostruko više za stan jednake veličine na Manhattanu.
U sklopu pokreta Me Too govorila je o tome da je bila seksualno zlostavljana.

### Veze
Početkom 2017. ušla je u vezu s reperom Offsetom. Zaručili su se 27. listopada 2017. Dana 7. travnja 2018., tijekom svoje druge izvedbe u emisiji Saturday Night Live, nosila je bijelu večernju haljinu Christiana Siriana kojom je otkrila da je trudna; u to je vrijeme bila trudna oko 6 mjeseca (24 tjedana). Dana 25. lipnja 2018. TMZ je otkrio vjenčani list uz pomoć je utvrđeno da su se Cardi B i Offset zapravo potajno vjenčali u rujnu 2017., mjesec dana prije javnih zaruka. To je naknadno potvrdila u objavi na društvenim mrežama. Cardi B rodila je kćer u srpnju 2018. U prosincu 2018. na Instagramu je otkrila da je prestala živjeti s Offsetom, ali su se naknadno pomirili. U veljači 2019. par se pojavio zajedno na dodjeli nagrada Grammy. Kad je išla održati pobjednički govor nakon što je osvojila Grammy za najbolji rap-album, Offset se popeo s njom na pozornicu. Godine 2020. objavljeno je da je Cardi B zatražila rastavu, no idućeg je mjeseca objavljeno da su se pomirili. U lipnju 2021. otkrila je da je ponovno trudna.

## Polemike
Cardi B izazvala je polemike nakon što je na afterpartyju New York Fashion Weeka u rujnu 2018. jednu svoju štiklu bacila na Nicki Minaj i pokušala je fizički napasti. Naknadno je izjavila da je Minaj prethodno kliknula "sviđa mi se" na komentare na društvenim mrežama u kojima se tvrdilo da Cardi nije sposobna brinuti se o svojoj novorođenoj kćeri. Minaj je negirala te tvrdnje i optužila Cardi da ju je 2014., tijekom žestoke rasprave na Instagramu, zlostavljala preko interneta. U proljeće 2019. Cardi B pojavila se na naslovnici modnog časopisa Harper's Bazaar; ta naslovnica tematikom podsjeća na Pepeljugu jer Cardi na njoj nosi crvenu haljinu i ostavlja cipelu iza sebe. Smatra se da je riječ o aluziji na incident.
Nakon objave "Girls" u svibnju 2018., pjesme na kojoj je gostovala, odgovorila je na kritike prema kojima je pjesma trivijalizirala i seksualizirala veze LGBT osoba izjavivši: "Pjesmom nismo namjeravali nikoga povrijediti i nismo imali loše namjere." Također je dodala: "Osobno imam iskustva s drugim ženama."
U ožujku 2019. na internet je procurio snimljeni prijenos uživo s Instagrama iz 2016. u kojem Cardi B tvrdi da je u prošlosti "drogirala i opljačkala muškarce" koji su s njom dobrovoljno odlazili u hotelsku sobu radi seksa. Izjavila je da su ti muškarci bili svjesni svega i voljni te da su se "opijali u klubu" prije nego što su joj prišli. Izjavila je da im nikad ništa nije stavila u piće te da im je uzela nešto novca jer su joj nepotrebno potratili vrijeme tako što su zaspali i potom "joj se vraćali". Naposljetku je komentirala da je u to vrijeme pokušala spojiti kraj s krajem i da nije imala mnogo izbora. Dodala je da smatra da ne smije slaviti svoje postupke.
U srpnju 2020. poslužila se riječju "chinky", rasističkim izrazom prema azijatima, u danas izbrisanom komentaru na Instagramu u kojem je govorila o očima svoje kćeri. Zbog toga su je kritizirali korisnici društvenih medija i novinari. Izjavila je da nije znala da je riječ o rasističkom izrazu i u danas izbrisanom tweetu napisala je: "Ne mogu znati j*beno sve. Čak se ne služimo tom riječju kao uvredom i osobno se ne služim tom riječju kao uvredom. Dosta mi je interneta." U intervjuu s časopisom Elle ponovno je izjavila da nije znala da je riječ o rasističkom izrazu.

## Problemi sa zakonom
Dana 1. listopada 2018. Cardi B pristala je pomoći policiji u Queensu u vezi s navodnim napadom na dvije konobarice. Žrtve su izjavile da su Cardi B i njezina svita "na njih bacale boce i alkohol". Okružni tužitelj za Queens, John Ryan, izjavio je da su Cardi B i njezina pomoćnica Jackson-Morel isplanirale napade preko društvenih mreža 15. i 29. kolovoza 2018. i da su navodno raspravile o novčanoj naknadi za izvršenje tih napada. Izjavila je da nije bila umiješana u te planove. Optužena je za dva prijestupa: napad i bezobzirno ugrožavanje. Dana 7. prosinca 2018. Cardi B pojavila se na sudu radi čitanja optužnice; njezin je odvjetnik izjavio da se nije pojavila na prvom dogovorenom terminu zbog pretrpana rasporeda. Sudac joj je odredio da više ne smije dolaziti u kontakt s tim dvjema konobaricama i naposljetku je pustio iako su tužitelji zahtijevali da treba platiti jamčevinu od 2500 dolara. Dana 21. lipnja 2019. porota ju je, između ostalog, optužila za dva slučaja krivičnog napada radi ozbiljnog ozljeđivanja druge osobe. Službeno je optužena 25. lipnja 2019. i izjasnila se da nije kriva.

## Diskografija
Studijski albumi
- Invasion of Privacy (2018.)

## Vanjske poveznice

### Sestrinski projekti
|  | Zajednički poslužitelj ima još gradiva o temi Cardi B |

### Mrežna mjesta
- Službene stranice
- Cardi B na AllMusicu
- Diskografija Cardi B na Discogsu
- Diskografija Cardi B na MusicBrainzu
- Cardi B na IMDb-u